# アフターファイアー
アフターファイアー (after fire)は、特にガソリンエンジンなどの内燃機関において、マフラー内に残存している未燃焼ガスに何らかの理由で引火してエキゾーストパイプから炎を吹き出す現象のことである。非常に大きな破裂音を伴うことが多い。

## 概略
本来、エンジンは燃焼室で燃料を精密に制御して燃やしているが、急加速や急減速などでエンジンに供給される混合気が異常に濃すぎたり薄すぎたりした場合や、点火時期が大きくずれた場合に、燃焼室の中で燃焼が終了せず（あるいは失火を引き起こし）、エンジンから排気管へ未燃焼ガスが流出する。その際に、排気管内に残留する酸素と未燃焼成分が、排気管の熱や他のシリンダーからの排気ガスの熱により燃焼室の外で引火する現象である。
加速などのためにアクセルを強く踏むとエンジンに燃料が多く供給され、その状態で急にアクセルを戻すと生じやすい。
大きな音と炎が生じることからパフォーマンスのため意図的に引き起こすことがあるが、アフターファイアによってスピードや馬力などの車両性能が向上することはない。
なお、モータースポーツ車両では、減速時に排気管出口から炎を噴いていることがある。これは急減速時にフューエルカットが間に合わず、未燃焼ガスが多量に発生し、排気管内の残留する酸素で爆発する空燃比にならず、排気管から出て初めて外の酸素と結びつき燃焼が起こるからである。
通常の排気ガスは触媒を通るため一定の浄化処理がされているが、アフターファイアは触媒より後方で燃焼したり、前方だとしても触媒が正常に機能できないため環境負荷が高くなる。

## バックファイア
自動車やバイクの後方でマフラーから発火しているように見えることから「バックファイア」と呼ばれることがあるが、これは誤用である。
バックファイアとは吸気側に吹き返す爆発を意味することで、ボンネット内部のエアクリーナーから発火する現象をいう。。
なお、排出ガス浄化のために酸化触媒やNOx吸蔵還元触媒、ディーゼル微粒子捕集フィルターなどの浄化装置を持つディーゼルエンジンにおいて燃焼行程後に燃料を追加噴射しつつ排気の排出を抑制して浄化装置を再生させる「ポスト噴射」と呼ばれる方式は、アフターファイアーを意図的に引き起こすことによって排気管途上にあるこれらの装置が再生するのに必要な熱を燃焼によって賄う方式である。排気行程で排気管に送られた燃料が装置で触媒燃焼されてこれらの装置が再生されるが、シリンダーに残留した燃料がエンジンオイルに取り込まれそのままエンジンオイルを希釈してしまう欠点がある。
大規模工場の煙突などで炎を噴いているフレアスタックも、排出ガス浄化のために意図的に着火源を設置して継続的に排出ガスを燃やしている。